# День единства народов Дагестана
День единства народов Дагестана празднуется в Республике Дагестан Российской Федерации ежегодно 15 сентября, является выходным днём в Республике. Дагестан является самой многонациональной республикой России. Лишь 13 языков Дагестана, помимо русского, имеют письменность, среди которых аварский, агульский, азербайджанский, даргинский, кумыкский, лакский, лезгинский, ногайский, рутульский, табасаранский, татский, цахурский, чеченский, остальные же являются бесписьменными.

## История создания
Создание праздника инициировано в 2010 году на Третьем Съезде народов Дагестана, собранного в целях единения и консолидации многонационального народа республики.
Съезд предлагает учредить общедагестанский праздник – День единства народов Дагестана. В нашей истории много ярких событий, которые отражают великий общедагестанский дух и гордость за славные дела. […]. У нас общие нравственные ценности, общее прошлое и одна судьба на всех. Народы Дагестана сильны своим единством. Это достояние наших народов заслуживает особого отношения и признания!Гамзат Гамзатов
Дата 15 сентября, выбранная к празднику, для дагестанцев знаменательная. В этот день в 1741 году объединённая дагестанская армия победила в Андалальском сражении войска персидского завоевателя Надир-шаха, намеревавшегося со своей 100-тысячной армией покорить Дагестан и «изгнать горцев из гор».

## Празднование
Дата отмечается по всей республике. Проводятся фольклорные концерты, спортивные соревнования по национальным видам спорта, народные гуляния, ярмарки и прочие мероприятия. Образовательные и научные учреждения организовывают открытые уроки, исторические экспозиции и различные выставки.
Устраивается масштабный концерт с участием заслуженных артистов республики и ансамблей, который посещают первые лица республики, общественные и политические деятели, журналисты.